# Violsporre
Violsporre (Linaria incarnata) är en grobladsväxtart som först beskrevs av Étienne Pierre Ventenat, och fick sitt nu gällande namn av Sprengel. Enligt Catalogue of Life ingår Violsporre i släktet sporrar och familjen grobladsväxter, men enligt Dyntaxa är tillhörigheten istället släktet sporrar och familjen grobladsväxter. Arten förekommer tillfälligt i Sverige, men reproducerar sig inte. Inga underarter finns listade i Catalogue of Life.